# 테리 패럴 (배우)
테리 패럴(Theresa Lee Farrell, 1963년 11월 19일 ~ )은 미국의 배우, 모델, 텔레비전 배우, 영화배우, 성우이다.

## 방송
- 벡커
- 스타 트렉 : 딥 스페이스 나인 시즌6
- 스타 트렉 : 딥 스페이스 나인 시즌5
- 스타 트렉 : 딥 스페이스 나인 시즌4
- 스타 트렉 : 딥 스페이스 나인 시즌3

## 영화
- 코드 11-14 (2003년)
- 딥 코아 (2000년)
- 벡커 (1998년)
- 리전 (1998년)
- 레드 선 라이징 (1994년) - 카렌 라이더 역
- 다니엘 스틸 - 스타 (1993년)
- 스타 트렉 - 스페이스 나인 (1993년)
- 스타 트렉 - 스페이스 나인 TV 시리즈 (1993년)
- 헬레이저 3 (1992년)
- 스트레인저 (1986년)
- 백 투 스쿨 (1986년)